# Tangara rufigula
Tangara rufigula là một loài chim trong họ Thraupidae.